# Reichsstraße 351
Die Reichsstraße 351 (R 351) war bis 1945 eine Reichsstraße des Deutschen Reichs, die vollständig auf 1938/1939 annektiertem, bis dahin tschechischem Gebiet lag. Die Straße nahm ihren Anfang an der damaligen Reichsstraße 116 in Rapotín (Reitendorf) rund 5 Kilometer nördlich von Šumperk (Mährisch-Schönberg) und verlief auf der Trasse der heutigen Silnice I/11 über Rýmařov (Römerstadt) und Bruntál (Freudenthal) und weiter nach Opava (Troppau), wo sie an der damaligen Reichsstraße 119 endete.
Ihre Gesamtlänge betrug rund 94 Kilometer.